# Johann Andreas Schnabl
Johann Andreas Schnabl (1838 - 1912) was een Pools entomoloog van Duitse afkomst.
Schnabl was entomoloog die gespecialiseerd was in vliegen en muggen (diptera). Zijn oorspronkelijke naam was Jan Sznabla, maar later veranderde hij dat in Johann Andreas Schnabl, wat toegankelijker is voor mensen die geen Pools spreken. Zijn familie verhuisde van Dresden naar Warschau in de late 18e eeuw. Warschau was de hoofdstad van Zuid-Pruisen in die tijd.
Opgeleid als arts, gaf hij lessen in natuurlijke historie in Warschau. Zijn uitvoerige wetenschappelijke reizen brachten hem naar de Kaukasus, de Oeral, Lapland, de Pyreneeën, Corsica, Hongarije en Peru.

## Taxa
Hij is de taxonomische auteur van de familie Fanniidae en de genera Spilogona en Paregle. Met Henryk Dziedzicki, beschreef hij de geslachten Polietina, Pegoplata en Villeneuvia.
Hij wordt herdacht met de soort Mycetophila schnablii (een paddenstoelmug) en Cheilosia schnabli (een zweefvlieg) alsook Amorphochilus schnablii, ook bekend als de Smoky bat een furievleermuis soort inheems in het westen van Zuid-Amerika.

## Publicaties
- Die Anthomyiden (met Henryk Dziedzicki), 1911.

- Gemeinsame Normdatei: 1246566788
- International Standard Name Identifier: 0000 0003 7052 2368
- Nationale Bibliotheek van Polen: a0000002711521
- Istituto Centrale per il Catalogo Unico: LO1V418551
- Virtual International Authority File: 249804564
- WorldCat: E39PBJkMFh4pqQmYh8HPyxpMfq